# Эскадренные миноносцы типа «Деятельный»
Эскадренные миноносцы типа «Деятельный», известные также как проект 1904 года — тип эскадренных миноносцев, построенных для пополнения убыли боевых кораблей в составе Тихоокеанской эскадры Российского Императорского флота. Эсминцы типа «Деятельный» являлись дальнейшим развитием миноносцев типа «Грозный», одной из модификаций 350 тонного миноносца.
К 1925 году все корабли (оставшиеся на то время) были разоружены и сданы на слом.

## История
30 сентября 1904 года Невский судостроительный и механический завод получил наряд на постройку восьми миноносцев. Заказ был сделан на кредиты, выделенные Морским ведомством, по проекту английской фирмы «Ярроу».
В 1905 году все восемь кораблей благополучно сошли на воду. К недостаткам кораблей следует отнести то, что при частоте вращения винтов более 325 об/мин уже наблюдалась значительная вибрация корпуса, а также то, что для охлаждения трущихся частей машины и вала их приходилось довольно сильно поливать водой.
Миноносцы этого типа морально устарели ещё до начала Русско-японской войны. Задержка с их постройкой не позволила использовать их на театре военных действий, ради чего, собственно говоря, Морское министерство пошло на строительство заведомо устаревшего типа. Неудивительно, что с окончанием Русско-японской войны целесообразность их достройки нередко ставилась под сомнение, тем более, что флот требовал восстановления на принципиально новой технической базе.
После рассмотрения вопроса боевого использования миноносцев типа «Деятельный» Комитет прибрежной обороны согласился признать их пригодными для использования в шхерных условиях Балтийского моря благодаря их незначительной осадке, маневренности и малозаметности.
10 октября 1907 года миноносцы типа «Деятельный» были переведены в класс эскадренных. 1 мая 1908 года они вступили в вооруженный резерв, а с середины мая уже начали кампанию в составе отряда кораблей, предназначенных для плавания с воспитанниками Морского инженерного училища.

## Тактико-технические характеристики
Одним из существенных отличий от прототипа (миноносцы типа «Грозный») являлась замена котлов системы «Ярроу» на усовершенствованные котлы системы «Норманд». У котлов такой системы центр массы был понижен на 200 мм, что позволило отказаться от основательно загружавшего верхнюю палубу громоздкого кожуха, в частности увеличить высоту носового мостика. В свою очередь, после подъёма мостика, щит носовой 75-мм пушки уже не закрывал обзор, как на миноносцах класса «Грозный».
Во-вторых, так как общая масса котлов Норманда была на 1,12 тонн меньше, чем общая масса котлов Ярроу, то это позволило установить на новых кораблях по четыре машинных вентилятора, увеличив тем самым доступ воздуха в котельные отделения.
Учитывая печальный опыт с водоотливной системой на своих первых 350-тонных миноносцах, Невский завод в новом проекте предусмотрел установку в каждом отсеке водоструйных эжекторов системы инженера-механика Ильина с подачей по 80 т/ч. Кроме того, в трюмах установили ещё и ручные помпы, приводимые в действие с верхней палубы.
Температуру во внутренних помещениях поддерживали грелки парового отопления. Удачно рассчитанная вентиляция обеспечивала надежное вентилирование как жилых помещений, так и провизионных кладовых и погребов боезапаса; кроме палубных вентиляторов имелись и переносные.
Электрическое освещение обеспечивалось паровой динамо-машиной системы Гульта, распределительной станцией и 70 лампами накаливания. Вся проводка (по опыту предыдущих миноносцев) выполнялась водонепроницаемой из освинцованных проводов, оплетенных оцинкованной стальной проволокой

### Вооружение
Стандартным вооружением для миноносцев водоизмещением 350 тонн являлись одно 75-мм и пять 47-мм орудий. Однако после решения о замене 47-мм орудий на одно кормовое 75-мм, принятого МТК в октябре 1905 года, в чертежи миноносцев были внесены соответствующие изменения.
Таким образом, артиллерийское вооружение новых миноносцев в окончательном варианте состояло из двух 75-мм орудий на станках Металлического завода (боезапас по 160 выстрелов на ствол) и шести 7,62-мм пулеметов. Кроме того, корабли могли брать на борт по 18 мин заграждения.

## Представители
Все корабли типа «Деятельный» были заложены на Невском судостроительном и механическом заводе в Санкт-Петербурге в период с 1905 года по 1907 год.
| Название      | Заложен | Спуск | В строю | Статус                                                         |
| ------------- | ------- | ----- | ------- | -------------------------------------------------------------- |
| «Сильный»     | 1905    | 1905  | 1907    | Исключён в 1925 году                                           |
| «Сторожевой»  | 1905    | 1906  | 1907    | Исключён в 1925 году                                           |
| «Стройный»    | 1905    | 1907  | 1907    | В 1917 году сел на мель в Рижском заливе. Исключён в 1918 году |
| «Разящий»     | 1905    | 1906  | 1907    | Исключён в 1925 году                                           |
| «Расторопный» | 1905    | 1907  | 1908    | Исключён в 1925 году                                           |
| «Дельный»     | 1905    | 1907  | 1907    | Исключён в 1922 году                                           |
| «Деятельный»  | 1905    | 1907  | 1907    | Исключён в 1925 году                                           |
| «Достойный»   | 1905    | 1907  | 1907    | Исключён в 1925 году                                           |